# Симеоновград (община)
Симеоновград (болг. Община Симеоновград) — община в Болгарии. Входит в состав Хасковской области. Население составляет 10 338 человек (на 21.07.05 г.).

## Состав общины
В состав общины входят следующие населённые пункты:
1. Дряново
2. Калугерово
3. Константиново
4. Навысен
5. Пясычево
6. Свирково
7. Симеоновград
8. Троян
9. Тянево

1. ↑  НСИ Националният регистър на населените места (болг.)